# Tmoriq
Tmoriq, Dmoriq o Demoris, anomenada Tamoritis per Estrabó, fou una fortalesa i comarca muntanyosa del nord de la Corduena, just al sud de la província de Mokq, a Armènia, durant l'edat antiga i l'alta edat mitjana.